# Marcus Valerius Messalla Corvinus

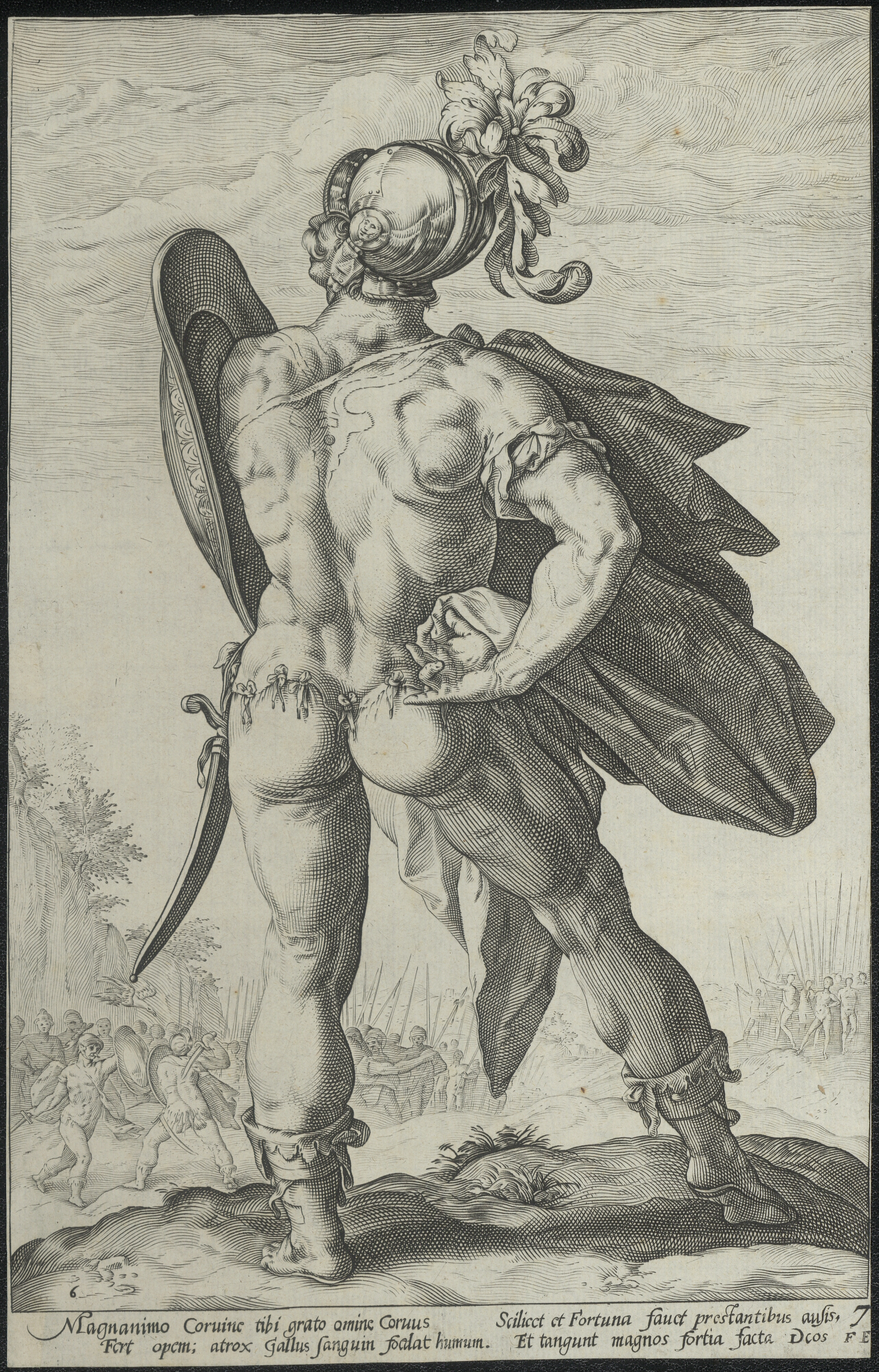
Prent van de Romeinse generaal Valerius Corvinus. Gemaakt door Hendrick Goltzius.

Marcus Valerius Messalla Corvinus (64 v.Chr. - 8 n.Chr.) was een Romeins generaal en politicus.

## Biografie
Corvinus werd geboren als de zoon van de latere consul Marcus Valerius Messalla Niger. Hij genoot zijn opleiding in Athene waar hij studeerde met Horatius en Cicero Minor. Hij was de republikeinse principes erg toegedaan. In 43 v.Chr. kwam hij op een proscriptielijst terecht en wist hij te ontsnappen naar het kamp van Marcus Junius Brutus en Gaius Cassius Longinus. Na de slag bij Philippi steunde hij Marcus Antonius, maar niet veel later sloot hij zich bij Octavianus aan.
In 31 v.Chr. werd Corvinus tot consul benoemd en nam hij deel aan de slag bij Actium. Vervolgens kreeg hij aanstellingen in het oosten en in Gallia Aquitania, alwaar hij een opstand wist te neer te slaan. Hiervoor kreeg hij een triomftocht in Rome in 27 v.Chr.. Twee jaar later legde Corvinus het ambt van Praefectus urbi neer.
In navolging van Gaius Maecenas werd hij een beschermer van de kunsten en onder de kunstenaars die onder zijn bescherming stonden waren onder andere Albius Tibullus en Sulpicia.

## Nageslacht
Messalla Corvinus was minstens twee keer getrouwd geweest en kreeg hij verschillende kinderen. Uit zijn huwelijk met Calpurnia kreeg hij twee dochters en een zoon: Marcus Valerius Messalla Messallinus. Uit zijn huwelijk met Aurelia Cotta kreeg hij ook een zoon, Marcus Aurelius Cotta Maximus Messalinus. Zijn zoon M. Aurelius Cotta Messallinus zou ter ere van zijn vader de Casal Rotondo hebben gebouwd als grafmonument
Ook zou Corvinus de stamvader zijn van het Hongaarse koningsgeslacht Hunyadi die aan de macht kwam met Matthias Corvinus in 1458. Zij claimden van hem af te stammen. De afstamming werd opgetekend door de Italiaanse biograaf van Matthias Corvinus, Antonio Bonfini, en volgens hem was Corvinus een landeigenaar geworden bij de grens tussen Pannonië en Dacia en zouden zijn nakomelingen aldaar 1400 jaar blijven wonen.